# Palm River-Clair Mel
Palm River-Clair Mel è un census-designated place (CDP) degli Stati Uniti d'America, situato in Florida, nella contea di Hillsborough.